# Kinialon
Kinialon ali Hinialon (grško starogrško Χινιαλών, Hinialón, latinsko Hinilavs) je bil poglavar Kutrigurov. Leta 551 je prišel z "zahodne strani Maeotskega jezera", da bi z 12.000 Kutriguri pomagal Gepidom v vojni z Langobardi. Pozneje so skupaj z Gepidi plenili po bizantinskih deželah.  Bizantinski cesar Justinijan I. (vladal 527–565) je z diplomatskim prepričevanjem in podkupovanjem zapletel  Kutrigure in Utigure v medsebojno vojno.  Utiguri pod Sandilovom vodstvom so napadli Kutrigure in jim zadali velike izgube.

## Vir
- Curta, Florin (2015). »Avar Blitzkrieg, Slavic and Bulgar raiders, and Roman special ops: mobile warriors in the 6th-century Balkans«.  V Zimonyi István; Osman Karatay (ur.). Eurasia in the Middle Ages. Studies in Honour of Peter B. Golden. Wiesbaden: Otto Harrassowitz. str. 69–89.
- Golden, Peter Benjamin (1992). An introduction to the History of the Turkic peoples: ethnogenesis and state formation in medieval and early modern Eurasia and the Middle East. Wiesbaden: Otto Harrassowitz Verlag. ISBN 9783447032742.
- Golden, Peter B. (2011). Studies on the Peoples and Cultures of the Eurasian Steppes. Editura Academiei Române; Editura Istros a Muzeului Brăilei. ISBN 9789732721520.

| Kinialon          |                             |                   |
| Vladarski nazivi  |                             |                   |
| Predhodnik: Mugel | Poglavar Kutrigurov 530–551 | Naslednik: Sinion |